# 謝士章
謝士章（1581年—1637年），原名陈士章，崇祯初恢復本姓謝，字含之，號石渠，贵州安顺府普安卫官籍。明朝政治人物。

## 生平
本江西赣州府宁都县黄陂镇杨依村人，三岁时为晚年无子的宁都知县、贵州普安卫（今盘州市）人陈时言抱养，更名陈士章，五岁随养父回贵州，在贵州成长，以普安籍举万历四十年（1612年）壬子科贵州乡试，登四十四年丙辰科三甲四十八名进士，登第后疏请复其本姓，所刻诗集亦署“虔州谢士章含之甫著”。萬歷四十五年以進士知廣東增城縣，豁達明敏，革羨耗，簡訟獄，禁輕生，为百姓所依賴。先是任用把總捉拿盜賊，後成厉政，就全部罷免。設計擒拿大盜駱亞八等人，捕獲斬殺二十餘人。縣里學宫頹毁，就重新改建。擢升南京刑部主事，升郎中，歷云南楚雄府知府、重庆府知府、廣西桂平道副使，遷雲南临沅道右参政。

## 家族
养父陈时言，隆庆四年（1570）庚午科贵州乡试第一名，为解元，官知县。生父谢蒙恩为本县增广生员，因养父与生父以文字德行相知，遂为师生莫逆之交。